# Коротких Юрій Павлович
Юрій Павлович Коротких (рос. Юрий Павлович Коротких, нар. 23 листопада 1939, Дунаєво, Читинська область, РРФСР — пом. 29 лютого 2016, Маріуполь, Україна) — радянський український футболіст російського походження, воротар, згодом — футбольний тренер.

## Кар'єра гравця
Вихованець «Механіка» (Тюмень). У 1958 році розпочав футбольну кар'єру в місцевій аматорській команді «Зірка» (Тюмень), однак через півроку перейшов до «Металурга» (Нижній Тагіл). У 1950 році був призваний на військову службу, під час якої виступав у московському ЦСКА. Влітку 1961 року відправився до команди міста Серпухов. У 1963 році захищав кольори клубів «Крила Рад» (Самара) та СКА (Ростов-на-Дону). На початку 1964 року прийняв запрошення від тренера донецького «Шахтаря» Олега Ошенкова. Влітку 1969 року перейшов до криворізького «Кривбасу», але вже в 1970 році перейшов до маріупольського «Азовця», в складі якого 1973 року й завершив кар'єру професіональну кар'єру.

## Кар'єра тренера
По завершенні кар'єри гравця розпочав тренерську діяльність. У 1973 році прийняв запрошення приєднатися до тренерського штабу марупольського «Металурга», в якому працював тренером воротарів та технічним директором клубу.
29 лютого 2016 року помер в Маріуполі у віці 77 років.

## Досягнення

### Індивідуальні
- У спуску 33-ох найкращих футболістів Української РСР (3 рази)
- Найдовша «суха серія» донецького «Шахтаря» в чемпіонатах СРСР: 913 хвилин